# Draupni
Draupni (staronordicky správně Draupnir, německy der Tröpfer = kapátko) byl mytický zlatý prsten (podle některých výkladů náramek), symbol bohatství, hojnosti a plodnosti, nadaný zázračnou mocí. Patřil k atributům moci Ódina, hlavního boha severské mytologie.

## Mýtus
Prsten měl zhotovit trpaslík Sindri, bratr Brokkův, při sázce trpaslíků se lstivým bohem Lokim, a to společně se zlatým prasetem a Thórovým kladivem Mjöllni, jak popisuje sága Skáldskaparmál. Prsten byl údajně zdrojem nekonečného bohatství, hojnosti a opakované nevyčerpatelné plodnosti, protože měl kouzelnou moc, díky níž z něj každou devátou noc skanulo osm stejně těžkých zlatých prstenů téhož vzhledu jako Draupni(r).
Prsten byl paradoxně výsledkem mnoha Lokiho vylomenin, které však jako vedlejší produkt přinesly i několik jedinečných magických předmětů zhotovených trpaslíky.
Ódin se jej dokonce vzdal, a to při Baldrově smrti, kdy jej jako dar položil na pohřební hranici svého syna Baldra, ale Hermod mu jej poslal z Helheimu zpět.